# Pisaura quadrilineata
Espèce
Synonymes
- Philodromus quadrilineatus Lucas, 1838
- Pisaura mirabilis maderiana Kulczyński, 1895

Pisaura quadrilineata est une espèce d'araignées aranéomorphes de la famille des Pisauridae.

## Distribution
Cette espèce se rencontre dans les îles Canaries et à Madère.

## Publication originale
- Lucas, 1838 : Arachnides, Myriapodes et Thysanoures. Histoire naturelle des îles Canaries, vol. 2, no 2, p. 19-52.